# Рудольф Шустер
Рудольф Шустер (нім. Rudolf Schuster; 4 січня 1934, Кошиці, Чехословаччина) — словацький політичний і державний діяч, другий президент Словаччини. За походженням — карпатський німець.

## Нагороди
- Орден князя Ярослава Мудрого I ст. (Україна, 7 червня 2004) — за визначний особистий внесок у розвиток і зміцнення словацько-українських відносин[2]
- Кавалер золотого ланцюга ордена Пія IX (Ватикан, 20 серпня 2002)[3]

## Цікаві факти
Займається літературною діяльністю та фотографією. Багато подорожує[джерело?].